# Champhai (huyện)
Huyện Champhai là một huyện thuộc bang Mizoram, Ấn Độ. Thủ phủ huyện Champhai đóng ở Champhai. Huyện Champhai có diện tích 3168 ki lô mét vuông. Đến thời điểm năm 2001, huyện Champhai có dân số 101389 người.